# Actaecia ophiensis
Actaecia ophiensis är en kräftdjursart som beskrevs av Charles Chilton 1901. Actaecia ophiensis ingår i släktet Actaecia och familjen Actaeciidae. Inga underarter finns listade i Catalogue of Life.